# Animoso (destroyer, 1913)
Pour les articles homonymes, voir Animoso.
Le Animoso  (fanion « AN ») était un destroyer italien, de la classe Audace, lancé en 1913 pour la Marine royale italienne (en italien : Regia Marina).

## Conception et description
Les navires de la classe Audace étaient dérivés de la classe Indomito mais n'ont pas atteint d'excellentes performances : la décision de ne pas poursuivre la construction de la classe au-delà de deux unités découlait également des modestes caractéristiques que celles-ci avaient démontrées.
Ces navires avaient une longueur hors toutde 76,1 mètres, une largeur de 7,5 mètres et un tirant d'eau de 2,6 mètres. Ils déplaçaient 780 tonnes à charge normale, et 820 tonnes à pleine charge. Leur effectif était de 70 officiers, officiers mariniers et matelots.
Les navires de classe Audace étaient propulsés par deux turbines à vapeur Zoelly, chacune entraînant un arbre d'hélice et utilisant la vapeur fournie par quatre chaudières White Fosters. La puissance nominale des turbines était de 16 000 chevaux-vapeur (11 800 kW) pour une vitesse de 30 nœuds (55 km/h) en service. Ils avaient une autonomie de 1 450 milles nautiques (2 690 km) à une vitesse de 10 nœuds (18 km/h).
Leur batterie principale était composée d'un canon de 120/40 mm. La défense antiaérienne (AA) des navires de la classe Audace était assurée par 4 canons simples Ansaldo Modèle 1916 de 76/40 mm. Ils étaient équipés de 2 tubes lance-torpilles de 450 millimètres.

## Construction et mise en service
Le Animoso est construit par le chantier naval Cantiere navale fratelli Orlando à Livourne en Italie, et mis sur cale en mai 1912. Il est lancé le 13 juillet 1913 et est achevé et mis en service en avril 1914. Il est commissionné le même jour dans la Regia Marina.

## Histoire de service
Construit entre 1912 et 1914 sur une conception dérivée de celle de la classe Indomito, le destroyer a révélé des caractéristiques plutôt décevantes,.
Lorsque l'Italie entre dans la Première Guerre mondiale, le Animoso fait partie, avec les destroyers Audace, Ardente, Ardito et Francesco Nullo, du 1er escadron de destroyers, basé à Brindisi. L'unité est commandée par le capitaine de corvette (capitano di corvetta) Cantù.
Le jour même de la déclaration de guerre, le 24 mai 1915, le Animoso, le Audace et le Ardito effectuent une mission anti-sous-marine dans le golfe de Drin puis au large de Kotor.
Le 11 juillet 1915, le Audace, le Animoso, le Ardente et le Ardito escortent le croiseur éclaireur Quarto et débarquent l'avant-garde des troupes destinées à débarquer et à occuper l'île de Palagruža, opération à laquelle participe également le croiseur auxiliaire Città di Palermo, le croiseur éclaireur Marsala, le destroyer Strale et les torpilleurs Clio, Cassiopea, Calliope, Airone, Astore et Arpia participent à l'opération, qui se déroule sans accroc (la seule garnison de l'île est composée de deux signaleurs, qui se cachent puis se rendent).
Aux premières heures du 17 juillet, le navire, ainsi que le Quarto et les destroyers Intrepido et Irrequieto, bombardent la station radiotélégraphique et d'autres installations militaires sur l'île de Šipan (Dalmatie). Cette mission, associée à un autre bombardement effectué par la Ve division navale, est interrompue à la suite de l'observation — par les navires de la Ve division — de sous-marins ennemis (qui également torpillent et coulent le croiseur blindé Garibaldi sur son chemin de retour).
Le 17 août 1917, vers 10 heures, le Animoso, qui croise, avec le croiseur éclaireur Quarto et les destroyers Ardito, Impavido et Intrepido, au nord de la jonction Brindisi-Kotor, atteint — avec d'autres unités - Palagruža, qui quelques heures auparavant a été fortement bombardé par une formation navale austro-hongroise.
Le 11 mai 1917, l'unité quitte Venise sous le commandement du capitaine de frégate (capitano di fregata) Piazza, avec les destroyers Audace, Ardente, Ardito et Giuseppe Cesare Abba, pour intercepter un groupe de torpilleurs austro-hongrois (destroyers SMS Csikós et torpilleurs 78 T, 93 T et 96 T) qui est repéré à 15 h 30, à une distance d'environ 10 000 mètres. Mais comme les deux formations sont entre-temps arrivées non loin de Pula, une importante base navale austro-hongroise, les unités italiennes font demi-tour et retournentt à Venise.
Dans la nuit du 13 au 14 août de la même année, le navire quitte Venise avec les destroyers Audace, Ardente, Abba, Vincenzo Giordano Orsini, Giovanni Acerbi, Giuseppe Sirtori, Francesco Stocco, Carabiniere et Pontiere pour affronter un groupe de navires ennemis - les destroyers SMS Streiter, SMS Réka, SMS Velebit, SMS Scharfschütze et SMS Dinara et 6 torpilleurs — qui ont soutenu un raid aérien contre la forteresse vénitienne. Cependant, seul le Orsini réussit à établir un contact bref et fugace avec les navires autrichiens.
Pendant la 11e bataille de l'Isonzo (18-24 août 1917), le Animoso est le navire-amiral du contre-amiral Casanova, qui est chargé de la coopération navale avec les opérations terrestres.
Le 16 novembre 1917, le destroyer est envoyé, avec le Orsini, le Acerbi, le Stocco, le Ardente, le Abba et le Audace, pour contrer le bombardement effectué par les cuirassés austro-hongrois SMS Wien et SMS Budapest contre les batteries d'artillerie et les lignes italiennes à cet endroit : les destroyers soutiennent l'attaque des vedettes-torpilleurs MAS 13 et 15 qui, avec celles des avions et des sous-marins F 11 et F 13, contribuent à perturber l'action ennemie, jusqu'au retrait des deux cuirassés.
Le 18 novembre de la même année, le Animoso, le Abba, le Ardente et le Audace bombardent les lignes autrichiennes entre Caorle et Revedoli.
Le 28 novembre, les Animoso, Ardente, Ardito, Abba, Audace, Orsini, Acerbi, Sirtori et Stocco, ainsi que les croiseurs éclaireurs Aquila et Sparviero, quittent Venise et, avec quelques hydravions de reconnaissance, poursuivent une formation autrichienne, composée des destroyers SMS Dikla, SMS Streiter et SMS Huszar et de quatre torpilleurs, qui a bombardé le chemin de fer près de l'embouchure du Metauro. Les navires italiens doivent abandonner la poursuite lorsqu'ils atteignent le cap Kamenjak, trop proche de Pula.
Le 9 janvier 1918, à 10 h 45, le destroyer, sous le commandement du capitaine de frégate (capitano di fregata) Arturo Ciano, quitte Venise avec le Abba et le Audace: les trois unités ont à leur remorque les MAS 94, 95 et 96 destinés au raid qui sera plus tard connu sous le nom de camouflet de Bakar (beffa di Buccari). À 18 h 15, ayant atteint le point préétabli appelé point "O", à vingt milles nautiques (37 km) à l'ouest de Susak, les destroyers passent les câbles de remorquage aux torpilleurs 12 PN, 13 PN et 18 PN, qui sont chargés de remorquer les MAS plus près de Bakar, puis se positionnent à environ cinquante milles marins (92 km) au large d'Ancône, pour soutenir les MAS revenant de la mission. Sur le plan militaire, l'attaque a échoué car, grâce aux filets anti-torpilles, seul un navire à vapeur sur les quatre attaqués est touché (et seulement endommagé), mais l'opération est utile sur le plan de la propagande, dont les aspects sont orchestrés par le poète Gabriele D'Annunzio, qui a participé à la mission.
Dans la nuit du 13 au 14 mars 1918, le Animoso, le Orsini, le Acerbi, le Stocco et le Sirtori, ainsi que les torpilleurs côtiers 9 PN et 10 PN et les vedettes-torpilleurs MAS 95 et 96, apportent leur soutien à la tentative infructueuse d'attaque de la barque-torpilleur Grillo contre la base de Pula, une attaque qui se termine sans résultat et avec la perte du " Grillo ".
En 1919, le destroyer subit des travaux de modification de son armement : le canon Armstrong Mod. 1891 de 120/40 mm et les quatre canons Vickers-Armstrong de 76/40 mm sont débarqués, et à leur place sont installés cinq canons Schneider-Armstrong de 102/35 mm Mod. 1914-1915, ainsi que deux canons Vickers-Terni Mod. 1917 de 40/39 mm et deux mitrailleuses Colt-Browning 1895de 6,5/80 mm. Du matériel pour transporter et poser dix mines est également embarqué.
Le 27 juillet 1921, le Animoso, sous le commandement du capitaine de corvette (capitano di corvetta) Treviliani, alors qu'il se trouve dans le premier bassin de l'Arsenal de La Spezia, allume les chaudières pour tester le fonctionnement d'un ventilateur, mais à 09 h 10, une explosion de chaudière, impliquant également des tuyaux de naphte. L'explosion tue trois hommes (le chef mécanicien Francesco Benedetti, le sous-chef soutier Vito Scarcella et le soutier Moretti Alza Casadio, alors qu'au début on parlait de six morts et de quatre à six disparus, ainsi que de nombreux blessés, dont deux graves), et en brûle gravement quatre, en plus de faire tomber une cheminée, de dévaster la superstructure et d'ouvrir un trou au milieu du navire. Des pompiers et des unités de marins sous le commandement du commandant Di Marzo montent rapidement à bord du navire, maîtrisent les flammes et sauvent les brûlés. Gîtant sur le côté bâbord et gravement endommagé, le Animoso est remorqué en cale sèche.
Jamais réparé, le destroyer est désarmé en avril 1923,, et envoyé à la démolition.

## Sources
- (it) Cet article est partiellement ou en totalité issu de l’article de Wikipédia en italien intitulé « Animoso (cacciatorpediniere 1914) » (voir la liste des auteurs).